# Silicium
Silicium, på dansk også kaldet kisel(men kisel bliver også brugt som betegnelse for  SiO2), er grundstoffet med atomnummeret 14 og symbolet Si. Det tetravalente halvmetal silicium er mindre reaktivt end dets kemiske analog carbon. Selvom det er det 8. mest almindelige grundstof i universet efter masse, så fremkommer det kun af og til som et rent grundstof i naturen, men er mere fordelt i støv og planter i form af siliciumdioxid eller silikat. På Jorden er silicium det næstmest forekommende stof (efter ilt) i jordskorpen. Jordskorpen består af 27,2% silicium efter masse.
Silicium har mange anvendelsesmuligheder inden for industrien. F.eks. er det hovedråvaren for silicium-mikrochips.
Siliciumdioxid og silikat er særligt brugbart i fremstillingen af glas, cement og keramik. Det er også en del af silikone.
Silicium er essentielt i biologien, dog ikke for pattedyr, da kun meget små mængder er blevet sporet hos dem. Det er særligt vigtigt for planters stofskifte.

## Historie
Silicium blev opdaget i 1824 i Sverige af Jöns Jacob Berzelius som også oprensede produktet meget ved at vaske det. På grund af at silicium er så vigtigt for elektronik, så har man opkaldt "high-tech" området: Silicon Valley (Silicon er engelsk for silicium) i Californien efter grundstoffet.

## Prøvesten
En prøvesten er en siliciumholdig sten, der minder om flint. Den blev i gamle dage anvendt til at vurdere lødigheden af sølv og guld, ved at man med en guld eller sølvprøve tegnede på stenen. Porer i dens overflade afslørede metalforbindelsens renhed. Prøvesten anvendtes fra oldtiden og langt op i det 20. århundrede.

## Forbindelser
En stor del af jordskorpens bjergartsdannende mineraler er siliciumforbindelser (silikater) og det mest almindelige mineral er feldspat. Kvarts (SiO2 indgår i sand og flint). Silikater indgår i store mængder i f.eks. granit, gnejs og basalt.
Her er en lille liste over eksempler på siliciumforbindelser:
- Kvartsmineraler (SiO2):
  - ametyst (violet – lilla, krystalform)
  - citrin (gullig, ravfarve pga. lidt jern)
  - rosakvarts (rosa pga. lidt jern og titanium, krystalform)
  - opal (amorf SiO2 + nH2O, består af fotoniske krystaller)
  - Agat (mikroskopiske kvartskrystaller)
- Silikatformel: SixOy):
  - feldspat (60% af jordskorpen)
  - granat ((Ca2+, Mg2+, Fe2+)3(Al3+, Fe3+, Cr3+)2(SiO4)3)
  - topas (med aluminium og fluor (AlF)2SiO4)
  - zircon (ZrSiO4)
  - Olivin ((Mg,Fe)2SiO4)
  - Fedtsten (H2Mg3(SiO3)4 eller Mg3Si4O10(OH)2).

- Siliciumsyre (H4SiO4)
- Selicider
- Siliciumkarbid (SiC) og andre silicium-carbonforbindelser[2]
- Siliciumnitrid (Si3N4)
- Siliciumtetraflourid (SiF4)
- Siloxan el. organosilicium-forbindelser (R2SiO)

## Eksterne links og kilder
1. ↑  Henriksen, Henning; Pawlik, Erik (2010). Bogen om Grundstofferne. Gyldendal. s. 38. ISBN 978-87-02-03685-5.
2. ↑  For the first time, living cells have formed carbon-silicon bonds. ScienceAlert 2016

- Wikimedia Commons har flere filer relateret til Silicium

| Naturvidenskab | Spire Denne naturvidenskabsartikel er en spire som bør udbygges. Du er velkommen til at hjælpe Wikipedia ved at udvide den. |